# 現住建造物等浸害罪
現住建造物等浸害罪（げんじゅうけんぞうぶつとうしんがいざい）は、日本の刑法119条に規定された犯罪。出水させて、現に人が住居に使用しまたは現に人がいる建造物、汽車、電車または鉱坑を水浸しにする行為を内容とする。法定刑は死刑または無期もしくは3年以上の拘禁刑である。

## 解釈

### 「出水させて」の意義
「出水させて」とは、「人によって管理・制圧された水力を解放して氾濫させること」を指す。

### 「浸害」の意義
「浸害」は水による被害のことで、建造物等損壊罪における「損壊」と同様、効用喪失させる一切の行為が含まれる。現住建造物等放火罪と同様、本罪についても人命の損失は問われないし、殺意の有無も問われない。
「浸害」の定義は、「客体が浸水することにより、その効用を減失・減損すること」、あるいは「水力による客体の流出、損壊、その他の効用喪失」などとされている。効用の喪失は一時的なものであっても差し支えないと解されている。

## 備考
過失によるときは、本条ではなく、122条の過失建造物等浸害罪が適用される。